# Neuranethes avitta
Neuranethes avitta là một loài bướm đêm trong họ Noctuidae.